# John Robert Morrison
Pour les articles homonymes, voir John Morrison.
John Robert Morrison (chinois simplifié : 马儒翰 ; chinois traditionnel : 馬儒翰 ; pinyin : Mǎrúhàn), né le 17 avril 1814 à Macao et décédé le 29 août 1843 à Macao) est un interprète, fonctionnaire colonial britannique en Chine, et un traducteur de la Bible en chinois. Son père était Robert Morrison, le premier missionnaire protestant en Chine.

## Biographie

### Jeunesse
John Robert Morrison naît le 17 avril 1814 dans la colonie portugaise de Macao. Il est le deuxième fils et le troisième enfant du mariage du missionnaire Robert Morrison et de Mary Morton. Il quitte Macao le 21 janvier 1815 avec sa mère et sa sœur aînée à bord d'un navire à destination de l'Angleterre. Ils reviennent à Macao le 23 août 1820, mais moins de deux ans plus tard, sa mère meurt et il est renvoyé en Angleterre pour y suivre sa scolarité. Au cours des quatre années suivantes, il fait ses études à Manchester et à la Mill Hill Grammar School de Londres. Lorsque son père part pour la Chine le 1er mai 1826, il emmène John Robert et il lui enseigne le chinois. John Robert fréquente le Collège anglo-chinois (en) de Malacca de 1827 à 1830.

### Carrière en Chine
À partir de 1830, J.R. Morrison est traducteur-interprète pour les marchands anglais de Canton (aujourd'hui Guangzhou). De 1832 à 1834, il accompagne le marchand et diplomate américain Edmund Roberts au Siam et en Cochinchine comme secrétaire personnel et traducteur.:p.171 A cette époque, J.R. Morrison compile également un guide commercial chinois pour fournir des informations sur le commerce britannique en Chine et contribue à la revue Eastern Western Monthly Magazine créée par Karl Gützlaff pour améliorer la compréhension sino-occidentale.
J.R. Morrison succède à son père en 1834 comme secrétaire chinois de la British East India Company et des surintendants du commerce britannique en Chine,. Il se trouve ensuite impliqué dans des activités diplomatiques pendant la première guerre de l'opium (1839 - 1842), conclue par le traité de Nankin, dont il assure la traduction. Avec l'interprète Robert Thom (en), il aide l'expédition britannique en remontant la rivière Broadway de Macao à Canton en 1841. Le 21 août 1843, en raison de l'absence du colonel George Malcolm, le gouverneur de Hong Kong Henry Pottinger nomme Morrison au poste de secrétaire colonial intérimaire et membre des conseils exécutif et législatif,. Toutefois, JR Morrison décède huit jours plus tard à Macao.

### Fin de vie

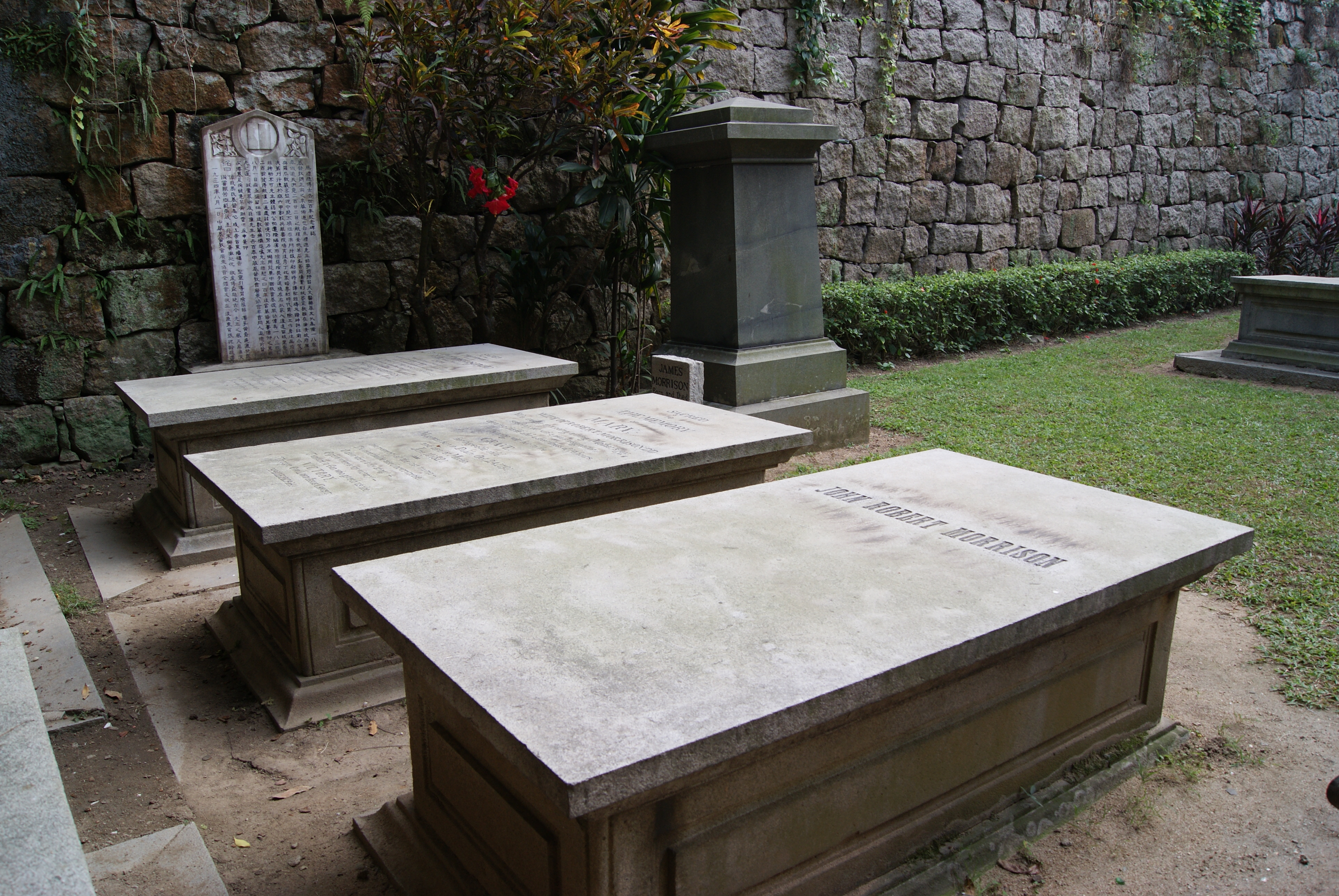
La tombe de Morrison dans l' ancien cimetière protestant de Macao, à côté de ses parents

J.R. Morrison décède le 29 août 1843  des suites d'un épisode de neuf jours de "fièvre de Hong Kong" (peut-être une fièvre paludéenne). Cette même épidémie propagée à Hong Kong coûte la vie à son confrère missionnaire Samuel Dyer. La mort de Morrison a été décrite par le gouverneur de Hong Kong à l'époque comme une "véritable calamité nationale" :29.
Il est enterré dans l'ancien cimetière protestant de Macao, près de la tombe de son père.

## Travaux de traduction
Outre ses fonctions officielles, John Morrison a poursuivi l'œuvre de son père au sein de l'Église protestante anglaise de Canton et a soutenu les convertis chinois persécutés par les autorités chinoises. Il a révisé la traduction de la Bible faite par son père et a appelé la London Missionary Society à poursuivre son œuvre missionnaire à Canton. En février 1838, il est nommé secrétaire-archiviste de la Medical Missionary Society .
En 1840, Walter Henry Medhurst, Karl Gützlaff, Elijah Coleman Bridgman et J.R. Morrison ont collaboré pour faire une nouvelle traduction de la Bible en chinois. La traduction de la partie hébraïque a été effectuée principalement par Karl Gützlaff mais le Pentateuque et le livre de Josué sont une œuvre collective. Cette traduction a été achevée en 1847 après la mort de John Robert Morrison et est bien connue en raison de son influence sur le leader révolutionnaire Hong Xiuquan lors de la révolte des Taiping.

## Œuvres littéraires
- Companion to the Anglo-Chinese Calendar for 1832
- « Some Account of Charms, Talismans, and Felicitous Appendages Worn about the Person, or Hung up in Houses, &c. Used by the Chinese », Transactions of the Royal Asiatic Society of Great Britain and Ireland, Royal Asiatic Society of Great Britain and Ireland, vol. 3, no 2,‎ 1833, p. 285–290 (JSTOR 25581754, lire en ligne)
- A Chinese Commercial Guide: Consisting of a Collection of Details Respecting Foreign Trade in China, Canton, 1834 (lire en ligne)